# Кравченко, Артур Андреевич
Арту́р Андре́евич Кра́вченко (укр. Артур Андрійович Кравченко; Конотоп) — украинский военнослужащий, старший лейтенант, участник российско-украинской войны. Герой Украины (2022).

## Биография
Родился в городе Конотоп Сумской области. Окончил Национальную академию сухопутных войск имени гетмана Петра Сагайдачного.
С первых дней полномасштабного вторжения России в Украину принимал активное участие в боевых действиях. Во время наступления российских войск вблизи города Глухов на Сумщине вступил в бой с превосходящими силами противника, в результате чего было уничтожено 3 БТР и 6 единиц автомобильной техники врага. Кравченко сумел вывести личный состав без потерь.
Также принимал участие в боях в населённых пунктах Черниговской области, где неоднократно останавливал продвижение противника. В марте 2022 года, несмотря на полученное ранение во время обстрела в районе населённого пункта Буды, продолжал выполнять боевое задание, нанеся значительные потери врагу.

## Награды
- Звание «Герой Украины» с удостоением ордена «Золотая Звезда» (26 марта 2022) — за личное мужество и героизм, проявленные в защите государственного суверенитета и территориальной целостности Украины, верность военной присяге[1].